# Carex juncella
Carex juncella là một loài thực vật có hoa trong họ Cói. Loài này được Th. Fries mô tả khoa học đầu tiên.